# Цюлих, Густав
Густав Цюлих (швед. Gustaf Zülich 18 апреля 1666 года, Шведская Ливония — 16 июня 1743 года Шведская Померания) — шведский офицер и дипломат.
Участник войн Карла XII: Северной войны и Польского похода, а также восстания Ракоци против империи Габсбургов, русско-турецкой войны 1710—1713, включая битву при Пруте после которой Цюлих тщетно пытался помешать заключению турками мирного договора с Россией.
Рыцарь с 1711 года и фрайгерр (барон) с 1740. Владел крупным имением в Ливонии, которое потерял из-за отказа перехода на русскую службу. Среди прочих языков знал польский и латынь, что помогало ему на дипломатическом поприще.

## Биография
Густав Цюлих родился в семье подполковника Антон Цюлиха (1630—1684) и Гертруды Цюлих. Он рано поступил на шведскую военную службу, затем с 1687 года был офицером в польской армии, дослужившись до маойра литовского драгунского полка. Затем с 1698 по 1700 год служил в курфюршестве Саксонии, участвуя в войнах против турок и французов, позже вернулся на шведскую службу и участвовал в Северная войне и Польском походе Карла XII. В 1702 году был подполковником пехотного полка. Затем он последовал за армией Карла Густава Реншельда и с 1703 года служил там генерал-квартирмейстером до 6 сентября того же года. Затем был назначен посланником Великую Польшу.
В 1705 году Цюлих был посвящен в рыцари.
В 1706 году участвовал в битве при Фрауштадте и впоследствии получил командование захваченными там швейцарскими и французскими драгунами, которые затем перешли на шведскую службу. В 1707 году Густав Цюлих стал полковником пехотного полка уезда Хямеенлинна, но продолжал также командовать драгунами, которые теперь были под началом Юзефа Потоцкого. В результате Цюлих сопровождал Потоцкого к Ференцу II Ракоци — последнему князю Трансильвании, на стороне которого в его восстании против империи Габсбургов, к большому неудовольствию короля Карла выступали его драгуны.
В 1710 году Цюлих прибыл в Бендеры, находившийся тогда во владениях Османской империи. В Бендерах после бегства из-под Полтавы находился Карл XII. В январе 1711 года Густав Цюлих был послан к Мехмед Гираю — сыну крымского хана Девлета II Герая, а затем во главе шведского отряда в 700 человек сопровождал запорожские войска, которые соединились с татарами и другими союзниками для войны с Россией. Вскоре Цюлих вернулся в Бендеры, получил звание генерал-майора, а затем в 1711 году участвовал в битве при Пруте и тщетно пытался помешать заключению турками мирного договора с русскими.
После этих событий Цюлих вернулся в Бендеры, где король Карл наградил его, сделав фрайгерром (бароном). В 1713 году Цюлих был ранен во время перестрелки в Бендерах и, как и сам Карл XII и другие шведы,- попал в плен к туркам, но вскоре был освобожден. Затем под командованием Акселя Спарре, возглавившего оставленных в Бендерах шведов, принял участие в походе из Турции (1714—1715), командуя одной из пяти небольших пехотных походных частей. По прибытии в Померанию Цюлих принял участие в сражениях на Рюгене и в обороне Штральзунда, снова был ранен и взят в плен. После обмена он отправился в армию в Сконе, а затем был командующим норвежскими кампаниями в Штральзунде и командиром ливрейного пехотного полка королевы и получил звание генерал-лейтенанта.
Знание польского и латыни позволило Цюлиху заниматься дипломатией. В 1729—1732 годах он был шведским министром при дворе Августа II Сильного в Саксонии. Затем возобновил свои обязанности в правительстве Померании, где стал ближайшим человеком при губернаторе.
В 1740-м году Цюлих был назначен генералом от инфантерии и в том же году возглавил посольство в Пруссии при вступлении на престол Фридриха II. Он также был назначен командующим в Финляндии, но вскоре заменен гораздо более молодым Карлом Эмилем Левенгауптом и занимал пост посла в Пруссии до своей смерти в 1743 году.

### Семья
В 1698 году женился на Н. Н. фон Фридрихс. Бракосочетание было в Риге. В 1710 году жена Густава и оба их сына умерли там же от чумы.
Около 1717 года Густав Цюлих женился вторым браком на Хедвиг Софии урожденной фон Гебен. Их дети: дочь Маргарета Гертруда (в замужестве — фон Мевиус, 29 января 1718 — август 1769) и сыновья — Петер Антон (1720—1774), Август Адам (	1734—1777) и Кристиан Вильгельм (1738—1823).

## Примечание
- Оригинал этой статьи полностью или частично основан на материалах из статьи Zülich, Gustaf (швед.). «Nordisk familjebok» (1904—1926).

1. 1 2  см. статью «Officer Gustaf Zülich» на сайте Geni
2. 1 2 3 4  adelsvapen.